# 경납
경납(硬-, hard lead)은 납에 소량의 안티몬을 첨가한 합금이다. 2~3% Sb합금은 케이블 피복, 4% Sb합금은 축전지의 납 프레임, 10~15% Sb합금은 산류 등의 용액에 내식성이 있기 때문에 펌프 등의 재료로 사용된다.